# Jacques Engerran-Deslandes
Pour les articles homonymes, voir Deslandes.
 (septembre 2018).
Jacques Engerran-Deslandes, né le 31 mai 1751 à Saultchevreuil et mort le 21 novembre 1843 à Avranches, est un homme politique de la Révolution française et du Consulat.

## Biographie
En septembre 1792, Engerran-Deslandes, alors « homme de loi à Avranches », est élu député du département de la Manche, le dixième sur treize, à la Convention nationale. Il siège sur les bancs de la Gironde. Lors du procès de Louis XVI, il se prononce pour la détention perpétuelle et vote en faveur de l'appel au peuple et du sursis. Il vote en faveur de la mise en accusation de Marat qui le dénonce plus tard dans son journal comme membre de la « faction des hommes d’État ». Il vote en faveur du rétablissement de la Commission des Douze.
Après le 9 thermidor an II (27 juillet 1794) et la chute de Robespierre, il s'associa aux mesures de réaction, demanda le renvoi aux comités des propositions relatives aux taxes révolutionnaires imposées par Saint-Just et Le Bas ; accusa Lecointre de Versailles de s'être fait le pourvoyeur actif du tribunal révolutionnaire ; présenta le rapport sur l'acquittement des fermages, et prononça un discours où il s'attacha à démontrer le caractère utopique de l'impôt en nature ; déposa un l'apport sur la déclaration à exiger des débiteurs des corporations supprimées, des émigrés et des condamnés : la Convention rendit un décret conforme ; prépara le décret sur le mode de paiement du prix des baux à ferme ou à loyer, stipulé payable en grains ou en denrées. Le 21 vendémiaire an IV, il fut réélu par le département de la Manche au Conseil des Cinq-Cents, avec 241 voix sur 461 votants, et son mandat lui fut renouvelé le 26 germinal an VI. Il se mêla surtout dans cette Assemblée aux discussions des questions juridiques, telles que la situation des parents d'émigrés, la libération des comptables envers la République, les réclamations formées contre les représentants en mission, la législation des baux et loyers. Il s'occupa des moyens à rechercher pour relever le crédit des assignats, se prononça contre l'abrogation de la loi sur la déportation des prêtres, et combattit le projet consistant à donner une garde au Corps législatif. Il approuva le coup d'État du 18 brumaire et, le 4 nivôse an VIII, fut nommé par le Sénat conservateur membre du nouveau Corps législatif. Après cette législature, il quitta la vie politique.
Dans son ouvrage sur Avranches, Alphonse Osmond écrit au sujet de cet homme : « Esprit éclairé et cœur généreux, il profita toujours de l’influence dont le paraient son titre et l’estime de ses collègues pour adoucir les rigueurs de cette époque terrible. Vingt proscrits durent à son humanité la liberté ou la vie ».
Le même auteur ajoute que Jacques Enguerran-Deslandes « vit avec douleur le Premier Consul changer en sceptre la glorieuse épée de Marengo ». Sous l’Empire, il refuse toutes les fonctions qu’on lui propose, y compris un poste élevé dans l’administration de la Justice. Surpris, Napoléon lui dit un jour : « Vous êtes donc bien riche pour refuser tout emploi ! ». Et l’avocat manchois de répondre : « Assez pour vivre en philosophe, Sire ! ». 
Engerran-Deslandes passe la fin de sa vie à l’ombre de ses arbres. Passionné d’arboriculture, il écrivit un gros ouvrage fort utile sur la culture des arbres forestiers.

## Travaux législatifs
- Motion d'ordre par Engerran, sur l'effet rétroactif de deux dispositions de la loi du 18 pluviôse an 5 sur les successions : séance du 9 frimaire an 6 1797
- Opinion d'Engerran contre divers articles du projet de résolution sur l'organisation du notariat, & pour établir l'incompatibilité des places & fonctions publiques salariées ou produisant salaires : séance du 3 messidor an 6 1798
- Opinion d'Engerran, contre le projet tendant à la révocation de la loi du 19 thermidor an 7, sur l'emprunt forcé : séance du 16 brumaire an 8 1799
- Rapport et projet de décret sur l’extinction des derniers effets du retrait féodal ou censuel
- Opinion d'Engerran contre le projet tendant à faire revivre les derniers effets du retrait féodal ou censuel, sur la pétition des héritiers Lamoignon-Sénozan Séance du 14 frucdidor an V.

### Sources
- Dictionnaire des parlementaires français par Adolphe Robert, Edgar Bourloton et Gaston Cougny, tome 2, Cay-Fes, Bourloton éditeur, Paris, 1890.
- Assemblée nationale
- WikiManche